# Élections législatives luxembourgeoises de 1868
Les élections législatives de 1868 ont eu lieu au scrutin indirect le 17 décembre 1868 afin de désigner les neuf membres complémentaires de la Chambre des députés. 
La loi du 30 novembre 1868 fixe le nombre de députés à un sur 5 000 habitants. Ainsi, le Parlement est constitué de 31 députés seulement. Cette élection vise donc à compléter la composition actuelle de la Chambre pour atteindre les quarante représentants nécessaires comme le prescrit la nouvelle législation.

## Composition de la Chambre des députés
| Circonscription     | Sièges | Députés                        |
| ------------------- | ------ | ------------------------------ |
| Capellen            | 1      | Jean-Baptiste Risch            |
| Clervaux            | 1      | Joseph Conzemius               |
| Diekirch            | 1      | Félix de Blochausen            |
| Echternach          | 1      | Bernard-Euchère-Hubert Servais |
| Luxembourg-Campagne | 2      | Ernest-Charles-Damien Simons   |
| Luxembourg-Campagne | 2      | Paul de Scherff-Pescatore      |
| Mersch              | 1      | Joseph Servais (lb)            |
| Redange             | 1      | Léopold Bian (lb)              |
| Remich              | 1      | Joseph-Chrétien Gretsch        |